# Син-кашид

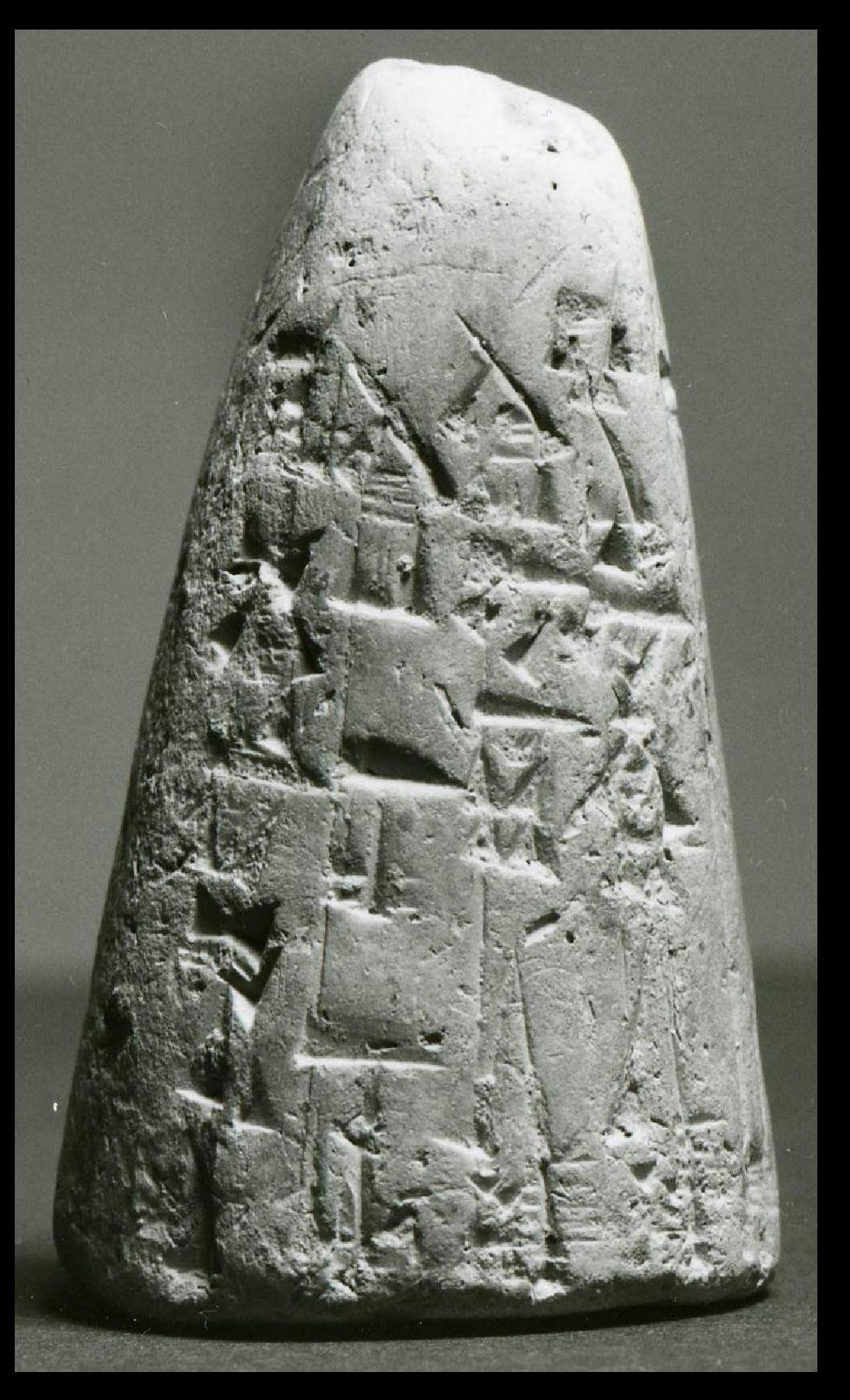
Надпись Син-кашида на глиняном гвозде. Художественный музей Уолтерса. Балтимор

Син-кашид (dEN.ZU-kà-ši-id) — вождь аморейского племени амнанум. Син-кашид в правление царя Ларсы Нур-Адада захватил у последнего город Урук и основал там своё независимое царство, где правил приблизительно в 1865—1833 годах до н. э. Имя Син-кашид (букв. «Син победитель») — аккадское. Возможно, что он состоял в родстве со следующими после Нур-Адада царями Ларсы Син-иддинамом, Син-эрибамом и Син-икишамом. Син-кашид (ок. 1865—1835 до н. э.)  называл себя «царём Урука, царём амнанум».
От Син-кашида дошла надпись, в которой он, после повествования о широком строительстве храмов на территории своего царства и молитвы об изобилии, приводит тарифы на главные предметы торговли. Из этого перечня видно, что в Уруке в то время царила баснословная дешевизна на сырьё в пересчёте на серебро. Причины этого «процветания» пока не вполне ясны. Секрет, по-видимому, заключается в дороговизне самого серебра.

«Для Лугальбанды, его бога, и для Нинсун, его матери, Син-кашид, царь Урука, царь Амнанума, опора Эанны, во время, когда он построил Эанну, [также] построили Экикаль, их обитель, в котором возрадовались их сердца. 
Во время его правления — его годы были годами великого процветания — 3 гура (367,2 литра) ячменя, 12 мин (6 кг) шерсти, 10 мин (5 кг) меди [и] 0,1 гура (12,24 литра) масла стоили по одному шекелю (8,33 г) серебра в соответствии с [чрезвычайно низкими] рыночными ценами [бытовавшими] в его стране».— надпись на глиняном гвозде
Син-Кашид заключил союзный договор с царём Вавилона Суму-ла-Элем и женился на дочери последнего.

## Список датировочных формул Син-кашида

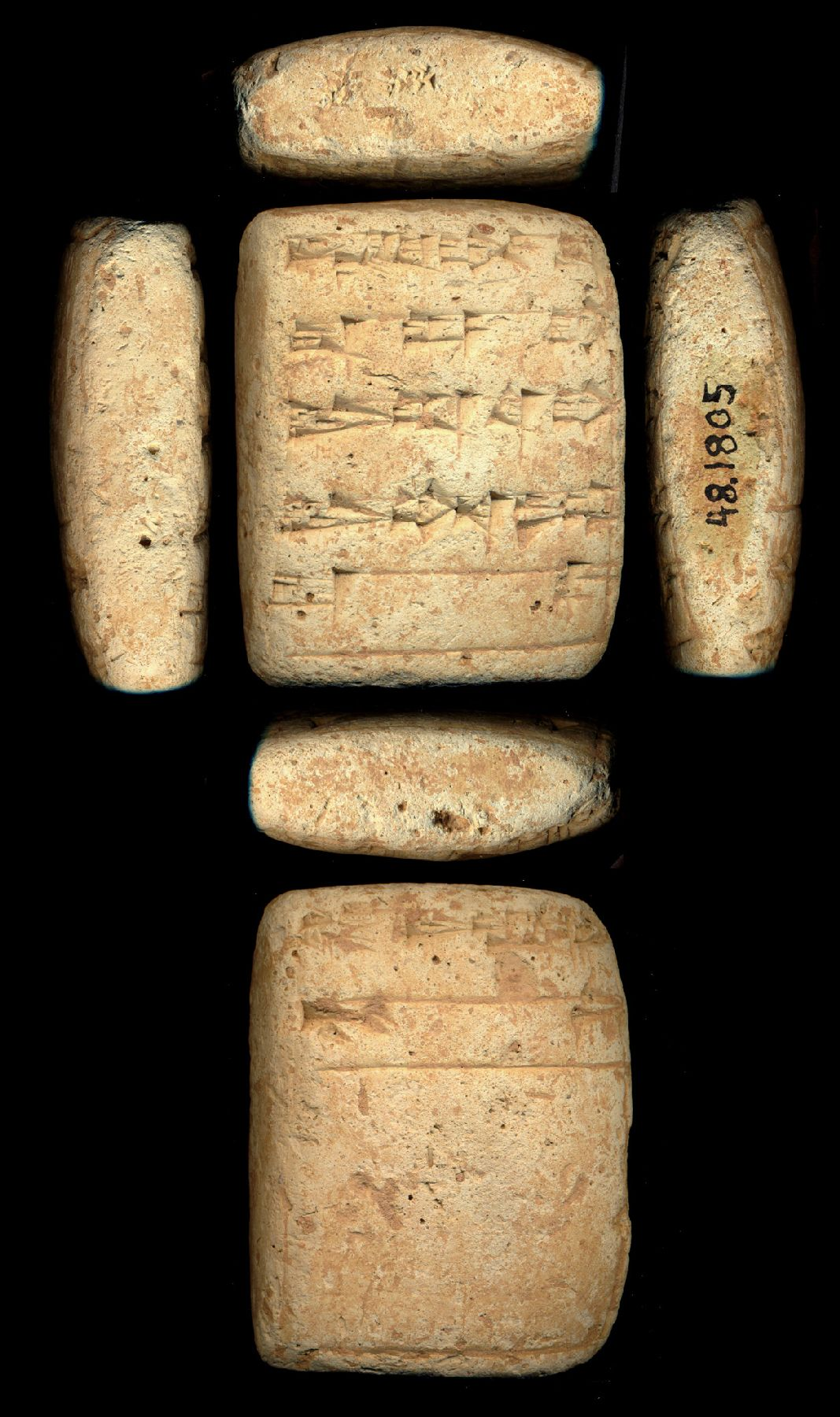
Клинописные таблички Син-кашида. Художественный музей Уолтерса. Балтимор

## Список датировочных формул Син-кашида[3]
|   |                                                               |
| a | Год [города] Дурум (Дера) BaM 2, 1963 10 9 mu bad3{ki}        |
| b | Год городской стена Урука BaM 2, 1963 9 7 mu bad3 unug{ki}-ga |

| V (аморейская) династия Урука |                                       |                      |
| Предшественник: Алила-хадум   | царь Урука середина XIX века до н. э. | Преемник: Син-эрибам |